# Бюльбюль оглы, Полад
Пола́д Бюльбю́ль оглы́ (азерб. Polad Bülbüloğlu, имя при рождении — Полад Муртуза оглы Мамедов; род. 4 февраля 1945, Баку) — советский и азербайджанский эстрадный певец (лирический тенор), композитор, педагог, актёр, доктор искусствоведения, профессор (2000); дипломат, политический и общественный деятель.
Лауреат премии Ленинского комсомола Азербайджанской ССР (1970), заслуженный деятель искусств Азербайджанской ССР (1973), народный артист Азербайджанской ССР (1982), народный артист Туркменистана (2017), Народный артист Узбекистана (2024), заслуженный человек Молдавии (2005), почётный гражданин Тбилиси (2015). Сын советского оперного певца, народного артиста СССР Бюльбюля.
Министр культуры Азербайджана (1988—2006), депутат Национального собрания Азербайджана (с 2024), Чрезвычайный и полномочный посол Азербайджана в России (13 апреля 2006 — 23 сентября 2024).

## Биография

### Семейное происхождение
Полад Бюльбюль оглы родился 4 февраля 1945 года в столице Азербайджанской ССР — городе Баку.
Отец — Муртуза Мешади Рза оглы Мамедов (22 июня 1897 — 26 сентября 1961), родился в местечке Ханбагы («Ханский сад») близ Шуши (Елизаветпольская губерния, Российская империя), в семье кожевника. Муртуза Мамедов, более известный под творческим псевдонимом «Бюльбюль» («Соловей») — советский оперный певец (лирико-драматический тенор) азербайджанского происхождения, музыковед-фольклорист, педагог. Творческий путь начал как ханенде, затем являлся солистом Азербайджанского государственного театра. В 1938 году удостоен почётного звания Народный артист СССР.
Мать — Аделаида Рза кызы Мамедова (22 августа 1922 — 25 апреля 2015), родилась в Тбилиси. Её отец — Рза Касумов, был торговцем из Еревана, а мать — Кетеванна Везиришвили, грузинкой, дочерью князя. Аделаида Мамедова работала директором Мемориального музея Бюльбюля.
Бабушка Полада по линии отца была родом из селения Пареулар, дочерью кочевника-курда.

### Творческий путь
Детство и юность Полад Бюльбюль оглы провёл как в Баку, так и в городе Шуша, который является «консерваторией Кавказа».
В 1960 году впервые вышел на большую сцену в качестве аккомпаниатора отца. К 17 годам сочинил первые песни: «Песня о Москве», «Песня о Сумгаите», «С первого свидания», «С добрым утром!». Написал также несколько песен для своего друга детства Муслима Магомаева, с которым поехал в Москву для записи их на радио.
По окончании музыкальной школы по классу фортепиано поступил в Азербайджанскую государственную консерваторию имени Узеира Гаджибекова, где в период с 1963 по 1968 годы учился в классе композиции композитора Кара Караева.
В 1969 году стал членом Союза композиторов СССР и членом Союза кинематографистов СССР.
Многие годы выступал как певец и композитор, активно пропагандируя азербайджанскую музыкальную культуру. Работал с известным российским концертным деятелем, режиссёром Эдуардом Смольным.
В 1976 году возглавил «Государственный эстрадный ансамбль Азербайджанской ССР». Руководил эстрадными коллективами республики. Объездил с концертами весь Советский Союз, побывал более чем в 70 странах мира.
Голос Полада — очень звонкий, лёгкий, прозрачный и высокий лирический тенор, по диапазону и характеру пения близкий к тенору-альтино. Пение отличается виртуозностью, сложными фиоритурами и трелями, верхние ноты очень свободные. В пении Полада всегда слышны приёмы и мотивы азербайджанской национальной музыки — мугам. Кроме того, Полад — крупный композитор, внёсший большой вклад в современную азербайджанскую музыку. Полад Бюльбюль оглы создал целое направление в советской эстраде, соединив современные ритмы и гармонии с ярким национальным мелодизмом, что стало примером для подражания последующего поколения музыкантов. Участвовал в съёмках в кинофильмах, автор музыки более, чем к 20 фильмам. Его композиция «Позвони» до сих пор очень популярна в бывших республиках СССР.
Композиторское творчество Полада Бюльбюль оглы многообразно. В его творческом активе имеются крупные симфонические произведения, камерно-инструментальная музыка, мюзикл, вокальные циклы, музыка к кинофильмам и драматическим спектаклям. Особый успех ему принесли песни, которые исполняли как известные певцы страны, так и он сам. Его песни вошли в репертуар таких певцов, как Муслим Магомаев, Иосиф Кобзон, Лев Лещенко, Людмила Сенчина, Роксана Бабаян и другие.
В 1981 году на экраны СССР вышел приключенческий музыкальный комедийный телевизионный художественный фильм «Не бойся, я с тобой!» режиссёра Юлия Гусмана, одну из главных ролей в котором сыграл Полад Бюльбюль оглы. Его персонаж (Теймур) — «златоголосый» певец. Музыку и песни к этому фильму записали также советские джаз-группа «Интеграл» Бари Алибасова и рок-группа «Цветы» Стаса Намина.
В 1982 году Полад Бюльбюль оглы удостоен почётного звания «Народный артист Азербайджанской ССР».
С 1987 года в течение нескольких лет был директором и художественным руководителем Азербайджанской государственной филармонии.

### Личная жизнь
- Первая жена — Бэла Андреевна Руденко (1933—2021), советская, украинская и российская оперная певица (лирико-колоратурное сопрано), педагог. Солистка Большого театра (1972—1988); народная артистка СССР (1960), лауреат Государственной премии СССР (1971).
  - Сын — Теймур Полад оглы Мамедов (род. 1975), музыкант, концертмейстер группы фаготов Большого симфонического оркестра имени П. И. Чайковского в Москве, заслуженный артист РФ[11], в настоящее время — бизнесмен.
- Вторая жена — Гюльнара Шихалиева[12].
  - Дочь — Лейла, певица, актриса.
  - Сын — Муртуза, музыкант.

## Политическая и общественная деятельность
В 1988 году Полад Бюльбюль оглы стал министром культуры Азербайджанской ССР.
В период с 1987 по 1990 годы являлся депутатом городского Совета города Баку, председателем депутатской комиссии по культуре.
С обретением Азербайджаном независимости Полад Бюльбюль оглы занял новоучреждённый пост министра культуры Азербайджана. В 1994 году его избрали генеральным директором созданной в 1993 году «Международной организации тюркской культуры» («(ТюрКСОЙ)»), являющейся содружеством по развитию тюркской культуры и искусства, затем трижды переизбирали (1997, 2000 и 2003). По инициативе Полада Бюльбюль оглы были изданы многочисленные книги классиков литературы тюркоязычных стран, календари и журналы.
В 2002 году Полад Бюльбюль оглы стал председателем Совета по культурному сотрудничеству министров культуры стран СНГ.
В 1995 году Полад Бюльбюль оглы был избран в Милли меджлис Азербайджана I созыва.
Является доктором искусствоведения Национальной творческой академии Азербайджанской Республики, почётным профессором Азербайджанского государственного университета культуры и искусств, действительным членом Международной гуманитарной академии «Европа-Азия». В 2000 году утверждён в учёном звании профессора.
В феврале 2000 года была открыта звезда Полада Бюльбюль оглы на «Площади звёзд» в Москве.
В 2006 году Полад Бюльбюль оглы оставил должность министра культуры и переехал в Москву, куда был назначен чрезвычайным и полномочным послом Азербайджанской Республики в Российской Федерации.
Живя в Москве, Полад Бюльбюль оглы продолжал заниматься музыкой. В январе 2010 года вышел новый альбом музыканта под названием «Пел Бюльбюль… Поёт Полад Бюльбюль оглы», состоящий из азербайджанских народных песен. В диске представлены четырнадцать популярных песен — от «Хаштархана» (так звучит название Астрахани на тюркских языках) до «Чал-ойна» («Пой, пляши»). Полад обработал эти песни совместно с Сиявушем Керими, которому также принадлежит и аранжировка. Альбом издан при спонсорстве группы компаний «Палмали».
18 августа 2024 года в интервью сообщил о завершении дипломатической миссии в Москве после 18,5 лет работы и намерении участвовать в выборах в парламент страны.
Избран депутатом Милли меджлиса VII созыва, одержав победу на внеочередных парламентских выборах, состоявшихся 1 сентября 2024 года. 23 сентября 2024 года указом президента отозван с должности чрезвычайного и полномочного посла Азербайджана в Российской Федерации.

## Творчество

### Фильмография

#### Роли в кино
- 1966 — Сказки русского леса
- 1970 — Ритмы Апшерона
- 1970 — Бушует «Маргарита» — исполняет песню «Тар и квартет гитар»
- 1972 — На крыльях песни
- 1981 — Не бойся, я с тобой! — Теймур
- 2006 — Парк советского периода
- 2013 — Не бойся, я с тобой! 1919 — Теймур

#### Композитор
- 1966 — Следствие продолжается
- 1968 — Последняя ночь детства
- 1971 — Поёт Муслим Магомаев
- 1971 — Главное интервью
- 1972 — Счастья вам, девочки!
- 1973 — Попутный ветер
- 1974 — Пусть он останется с нами
- 1976 — Сердце... сердце...
- 1977 — Бухта радости
- 1979 — Я придумываю песню
- 1979 — Бабек
- 1981 — Не бойся, я с тобой
- 1981 — Дорожное происшествие
- 2008 — Судьба государя
- 2012 — Град
- 2013 — Не бойся, я с тобой! 1919
- 2015 — Прерванные воспоминания

#### Исполнение песен за кадром
- 1979 — Я придумываю песню

Горы справа, горы слева (совместно с Олей Рождественской),
Дождись меня

### Дискография
Студийные альбомы
- 1969 — Песни Полада Бюль-Бюль оглы (33Д—26091, 33Д—26092)
- 1973 — Песни Полада Бюль-Бюль оглы (33 СМ 04387-88)
- 1973 — Полад Бюль-Бюль оглы поёт свои песни (Д-034867, Д-034868)
- 1978 — И снова солнцу удивлюсь (33 С 60—10651-2)
- 1981 — Полад Бюль-Бюль оглы поёт свои песни (С 60—15987-88)
- 1984 — Песни из кинофильма «Не бойся, я с тобой!..» (С60 20559 003)
- 1991 — Бир вэтэним-бир анам! (С60 31291 002)
- 2005 — Избранное

Известные песни
| - «Волшебная ниточка» - «Всё прошло» - Город мой Баку - «Дождись меня» - «Долалай» - «Журавли» - «Загляни в мой сон» - «И снова солнцу удивлюсь» - «Кажется» - «Как мне быть» - «Край любимый» - «Не забыть никогда» - «Не ревнуй» - «Новорождённый огонь» - «Песне моей поверь» - «Пройдя сквозь годы» (она же «Как жили мы, борясь» или «Песня на башне») - «Потому, что ты любишь» - «Позвони» | - «Песню девушкам дарю» - «Первый взгляд» - «Счастье с нами рядом» - «Скажи глазам твоим» - «Ты поторопись» - «Ты и я» - «Тот, кто любит» - «Твоя дорога» (тюркоязычная версия песни «Gəl ey səhər» также очень популярна в ряде тюркоязычных стран и Иране) - «Танцуйте, люди» - «Ухожу» - «Фиалки» - «Хлоп-хлоп» - «Шейк» - «Юность» - «Я ненавижу в людях ложь» |

## Признание заслуг

### Государственные награды

#### Государственные награды, звания и премии Азербайджанской ССР
- 1970 — Лауреат премии Ленинского комсомола Азербайджанской ССР[8].
- 1973 — Почётное звание «Заслуженный деятель искусств Азербайджанской ССР».
- 1982 — Почётное звание «Народный артист Азербайджанской ССР».

#### Государственные награды Грузии
- 2002 — Орден Чести (Грузия).

#### Государственные награды Азербайджана
- 2005 — Орден «Независимость» (2 февраля 2005 года) — за большие заслуги в развитии азербайджанской культуры[20][21].
- 2015 — Орден «Честь» (3 февраля 2015 года) — за многолетнюю плодотворную деятельность в культурной и общественно-политической жизни Азербайджанской Республики[22].
- 2019 — Орден «За службу Отечеству» II степени (9 июля 2019 года) — за плодотворную деятельность в органах дипломатической службы Азербайджанской Республики[23].
- 2020 — Орден «Гейдар Алиев» (3 февраля 2020 года) — за большие заслуги в развитии азербайджанской культуры и многолетнюю плодотворную общественно-политическую деятельность[24].
- 2025 — Орден «За службу Отечеству» I степени (3 февраля 2025 года) — за многолетнюю плодотворную деятельность в общественно-политической и культурной жизни Азербайджанской Республики[25].

#### Государственные награды Российской Федерации
- 2005 — Орден Дружбы (16 февраля 2005 года) — за большой вклад в укрепление и развитие российско-азербайджанских культурных связей[26].
- 2015 — Орден Почёта (4 февраля 2015 года) — за большой вклад в укрепление дружбы и сотрудничества с Российской Федерацией, развитие экономических и культурных связей[27].
- 2016 — Нагрудный знак Министерства иностранных дел Российской Федерации «За вклад в международное сотрудничество»[28][29].
- 2020 — Почётная грамота Президента Российской Федерации (4 февраля 2020 года) — за большой вклад в развитие российско-азербайджанских отношений[30][31][32].
- 2024 — Орден Александра Невского (26 сентября 2024 года) — за заслуги в укреплении российско-азербайджанского союзнического взаимодействия[33].

##### Награды и звания субъектов Российской Федерации
- 2011 — Знак Губернатора Московской области «Благодарю» (Московская область)[34].
- 2015 — Почётное звание «Заслуженный деятель искусств Республики Дагестан» (12 февраля 2015 года) — за заслуги в развитии искусства и многолетнюю творческую деятельность[35][36].
- 2016 — Орден Почёта Кузбасса (12 февраля 2016 года, Кемеровская область) — за большой личный вклад в развитие российско-азербайджанских связей, обогащение песенного наследия отечественной культуры, высочайшую самоотдачу, преданность избранному делу, высокую гражданскую ответственность и уникальный талант[37]
- 2024 — Народный артист Башкортостана (Башкортостан)[38]

#### Государственные награды и звания Республики Молдова
- 2005 — Почётное звание «Om Emerit» (рус. «Заслуженный человек») Республики Молдова (2 марта 2005 года) — в знак признания особых заслуг в развитии молдо-азербайджанских культурных связей и значительный вклад в пропаганду музыкального искусства[8][39].

#### Государственные награды и премии Республики Казахстан
- 2010 — Лауреат Государственной премии мира и прогресса Первого Президента Республики Казахстан — Лидера нации — за особый вклад в укрепление мира и дружбы, взаимного доверия между народами и активную деятельность, направленную на развитие культурно-духовных отношений тюркоязычных стран[40][41].

#### Государственные награды Киргизской Республики
- 1995 — Памятная юбилейная медаль «Манас-1000» (Киргизия, 31 августа 1995 года)[42]
- 2021 — Орден «Достук» (Киргизия, 27 августа 2021 года) — за большой вклад в укрепление и развитие сотрудничества двух стран в области культуры и искусства в рамках перекрёстного года Кыргызстана и России[43][44].

#### Государственные награды и звания Республики Узбекистан
- 2024 — Почётное звание «Народный артист Узбекистана» (6 августа 2024 года)[45]

#### Государственные награды и звания Туркменистана
- 2014 — Медаль «Махтумкули Фраги» (Туркменистан, 15 мая 2014 года) — за особые заслуги в изучении, распространении и популяризации творческого наследия великого мыслителя туркменского народа Махтумкули Фраги в эпоху могущества и счастья, а также учитывая большой личный вклад в развитие дружественных связей между Туркменистаном и другими государствами и международными организациями в сферах науки, образования и культуры, в гуманитарной области, сближение и обогащение культур, плодотворный труд и замечательные творческие достижения[46].
- 2017 — Почётное звание «Народный артист Туркменистана» (27 апреля 2017 года) — за особые заслуги в укреплении отношений дружбы, братства, добрососедства и сотрудничества между народами Туркменистана и Азербайджанской Республики, упрочении существующего в течение многих лет диалога между двумя государствами в культурной и гуманитарной сферах, также учитывая вдохновенный талант и прекрасные успехи в развитии песенно-музыкального искусства[47][48].

### Общественные награды, научные звания и премии
- 1995 — Звание «Почётный профессор Азербайджанского государственного университета культуры и искусств имени А. Гусейнзаде»[8].
- 1999 — Действительный член Международной гуманитарной академии «Европа-Азия»[13].
- 2004 — Орден «Звезда Созидания»[8].
- 2005 — Золотая медаль «Роза мира».
- 2005 — Лауреат премии «Международной организации тюркской культуры» («(ТюрКСОЙ)»)[8].
- 2006 — Орден фонда «Меценаты столетия»[8].
- 2005 — Золотая медаль «Театральный деятель»[азерб.] (Союз театральных деятелей Азербайджана).
- 2006 — Медаль Российской Академии художеств «Достойному»[49].
- 2007 — Орден Петра Великого[50].
- 2007 — Большая золотая медаль «Добрый ангел мира»[51].
- 2009 — Премии Святого Благоверного князя Невского в номинации «За сохранение межнационального мира, согласия и укрепления дружбы между народами России и Азербайджана»[52].
- 2010 — Почётный академический знак «За вклад в науку и культуру»[53].
- 2010 — Золотая медаль мира (Фонд мира) — за выдающийся вклад в развитие многосторонних азербайджано-российских дружественных отношений[54].
- 2011 — Орден Международной академии культуры и искусства «За вклад в культуру»[55].
- 2011 — Почётный академик Международной академии культуры и искусства[55].
- 2015 — Золотая медаль деятеля искусства тюркского мира («Международная организация тюркской культуры» («(ТюрКСОЙ)»)[56].
- 2015 — Золотая Медаль в честь святого апостола Варфоломея (Бакинская и Прикаспийская епархия)[57].
- 2015 — Почётный гражданин Тбилиси (Грузия).
- 2015 — Премия Президента Белоруссии «Через искусство — к миру и взаимопониманию» (Белоруссия).
- 2016 — Знак почёта «Золотая лира» — за создание высокохудожественных музыкальных произведений, личный вклад в укрепление международных культурных связей[58].
- 2020 — Медаль «За заслуги в развитии гуманитарного сотрудничества» Межгосударственного фонда гуманитарного сотрудничества государств — участников СНГ[59].
- 2023 — Медаль «Шараф» (ТЮРКСОЙ)[60].
- 2023 — Медаль имени Сабита Оруджева[61].
- 2024 — Памятная медаль ТАСС «Друг прессы»[62].
- 2024 — Эрмитажная премия (зарубежный лауреат)[63].
- 2025 — Почётный знак Совета Федерации «За заслуги в развитии парламентаризма» (Совет Федерации)[64].

## Критика
В 2013 году произошло убийство Егора Щербакова, выходцем из Азербайджана Орханом Зейналовым. Это породило акции протеста среди россиян, известные как беспорядки в Бирюлёве Западном.
Посол Азербайджана в Москве Полад Бюльбюль-оглы назвал это «обычным бытовым убийством», а реакцию погромщиков «истерией». Также он полагает, что задержание Орхана Зейналова было произведено с нарушениями закона.
В июле 2020 года политический обозреватель Сергей Пархоменко раскритиковал посла Бюльбюль-оглы за высказывание о том, что 10-миллионный азербайджанский народ не должен ждать согласия 2-миллионого армянского народа, назвав эту фразу «позорной» для дипломата, а самого посла «в дипломатическом плане человеком крайне безграмотным».

### Видеоматериалы
- Документальный фильм «Полад Бюльбюль оглы. Больше, чем посол» (Россия, ГТРК «Культура», 2015 год; 00:38:53). Официальный сайт телеканала «Россия-Культура» // tvkultura.ru
- Юбилейный концерт Полада БюльБюль оглы (Россия, «ВГТРК», 2015 год; 01:06:20). — 23 января 2015 года в Концертном зале имени П. И. Чайковского в Москве прошёл юбилейный концерт к 70-летию Полада Бюльбюль оглы — певца, композитора, актёра, а в последние годы — посла Азербайджанской Республики в Российской Федерации. Официальный сайт телеканала «Россия-1» // tvkultura.ru (26 января 2015 года)
- Владимир Кондратьев. Новости. Полад Бюль-Бюль оглы отмечает 75-летие. Видеосюжет информационной программы «Сегодня» на телеканале «НТВ» // ntv.ru (4 февраля 2020 года)
- Елена Ворошилова. Новости культуры. Полад Бюльбюль-оглы принимает поздравления с юбилеем. Поладу Бюльбюль-оглы — 75! Официальный сайт телеканала «Россия-Культура» // tvkultura.ru (4 февраля 2020 года)
- Ольга Стрельцова. Новости. Певцу и композитору Поладу Бюль-Бюль оглы − 75. — Он выступает на молодёжных фестивалях и по-прежнему пишет музыку. Официальный сайт телеканала «ТВ Центр» // tvc.ru (4 февраля 2020 года)